# 中田萌
中田 萌（なかた もえ、1991年6月2日 - ）は、日本の女子水球選手。水球女子日本代表。三重県出身。日本体育大学卒業。秀明水球クラブ所属。
中学、高校の体育科の教員免許を保有。
2020年度より茨城県立並木中等教育学校で体育科教諭を務める。

## 略歴
2014年9月、日本代表として韓国仁川で開かれたアジア大会に出場し銀メダル獲得。

## 参考資料
1. 1 2  “仁川アジア競技大会2014 ＞ 日本代表選手団 ＞ 中田 萌”.   2014 JAPANESE OLYMPIC COMMITTEE. 2020年8月10日閲覧。
2. 1 2  “Profile - NAKATA Moe” (英語).   2014年仁川亞運會官方網站. 2014年10月2日時点のオリジナルよりアーカイブ。2020年8月10日閲覧。